# Heiko Meyer
Heiko Meyer (Dresde, Alemania, 2 de diciembre de 1976) es un clavadista o saltador de trampolín alemán especializado en plataforma de 10 metros, donde consiguió ser medallista de bronce olímpico en 2000 en los saltos sincronizados.

## Carrera deportiva
En los Juegos Olímpicos de 2000 celebrados en Sídney (Australia) ganó la medalla de bronce en los saltos sincronizados desde la plataforma de 10 metros, con una puntuación de 338 puntos, tras los rusos y los chinos, siendo su compañero de saltos Jan Hempel.